# Championnat du Paraguay de football 1916
Navigation
Édition précédente Édition suivante
La 10e édition du championnat du Paraguay de football est remportée par le Club Olimpia. C’est le troisième titre de champion du club. Olimpia l’emporte avec 7 points d’avance sur le Club Guaraní. Club Nacional complète le podium. 
Comme souvent pour les saisons du championnat amateur, les résultats complets ne sont pas connus. 
La deuxième division (Intermedia) est remportée par Marte Atlético, un club de Luque.
Le championnat adversaire, la Liga Centenario, change de nom et devient le championnat de l’Asociación Paraguaya de Fútbol. Il est remporté par le Club Libertad

## Les clubs de l'édition 1916
| \| Asuncion: · Olimpia · Nacional · Sol de América · Guaraní · Cerro Porteño · River Plate · Mariscal López Asuncion \| Localisation des clubs engagés dans le championnat. |
| Asuncion: · Olimpia · Nacional · Sol de América · Guaraní · Cerro Porteño · River Plate · Mariscal López Asuncion                                                           |

| Club                | Stade | Capacité | Ville    |
| ------------------- | ----- | -------- | -------- |
| Club Cerro Porteño  | -     | -        | Asuncion |
| Club Guaraní        | -     | -        | Asuncion |
| Mariscal López      | -     | -        | Asuncion |
| Club Nacional       | -     | -        | Asuncion |
| Club Olimpia        | -     | -        | Asuncion |
| Club River Plate    | -     | -        | Asuncion |
| Club Sol de América | -     | -        | Asuncion |

## Compétition

### Classement
| Rang | Équipe              | Pts | J  | G  | N | P | Bp | Bc | Diff |
| ---- | ------------------- | --- | -- | -- | - | - | -- | -- | ---- |
| 1    | Club Olimpia        | 22  | 12 | 11 | 0 | 1 | .  | .  | 0    |
| 2    | Club Guaraní        | 15  | 12 | .  | . | . | .  | .  | 0    |
| 3    | Club Nacional       | 13  | 12 | .  | . | . | .  | .  | 0    |
| 4    | Club Cerro Porteño  | 12  | 12 | .  | . | . | .  | .  | 0    |
| 5    | Club River Plate    | 12  | 12 | .  | . | . | .  | .  | 0    |
| 6    | Club Sol de América | 7   | 12 | .  | . | . | .  | .  | 0    |
| 7    | Mariscal López      | 3   | 12 | .  | . | . | .  | .  | 0    |

| Légende : Qualifications et relégations | Légende : Qualifications et relégations |
| --------------------------------------- | --------------------------------------- |
|                                         | Champion du Paraguay                    |
|                                         | Relégation en deuxième division         |
|                                         | (T) : Tenant du titre (P) : Promus      |

## Bilan de la saison
| Championnat du Paraguay de football 1916                             |                         |
| Champion                                                             | Club Olimpia (3e titre) |
| Promotions et relégations                                            |                         |
| Promus en Primera División                                           | Marte Atlético          |
| Relégués en Championnat du Paraguay de football de deuxième division | Aucun                   |